# Вернал
Водоспад Вернал (англ. Vernal Fall) — великий водоспад на річці Мерсед, нижче за течією від водоспаду Невада в Національному парку Йосеміті (каліфорнія, США). Водоспад має висоту 97 м. До нього можне добратися по туманному шляху, який проходить дуже близько від водоспаду, тому мандрівники повинні проходити через туман. Також водоспад добре видно з Льодовикової точки.
Водоспад існує протягом всього року, хоча в кінці літа він істотно зменшуються в об'ємі і може розділитися на кілька невеликих водоспадів.
Оригінальна назва водоспаду була Yan-o-pah («маленька хмара»). Водоспад був названий Вернал («Весняний») Лафаєтом Буннеллом, членом батальйону Маріпоса у 1851 році.
| США | Це незавершена стаття з географії США. Ви можете допомогти проєкту, виправивши або дописавши її. |